# Джорджо Манганеллі
 Джо́рджо Мангане́ллі  (італ. Giorgio Manganelli, 15 листопада 1922, Мілан, Італія — 28 травня 1990, Рим, Італія) — італійський письменник, перекладач, журналіст, літературознавець. Є одним з провідних теоретиків літературного напрямку неоавангард.

## Біографія
Народився Джорджо Манганеллі 15 листопада 1922 року у Мілані. Він був одним з лідерів авангардистського руху 1960-х в організації Gruppo 63. Писав у стилі бароко та експресіонізму. Був атеїстом.
Манганеллі переклав твори Едгара Аллана По, Т. С. Еліот, Генрі Джеймса, Еріка Амблера, О. Генрі, Езра Паунд, Роберта Луїса Стівенсона, Байрона тощо.
Він опублікував експериментальний твір художньої літератури Hilarotragedia в 1964 році, в той час, коли він був членом Gruppo 63. Твір Centuria: cento piccoli romanzi fiume здобув премію Віаредджіо; його переклав англійською мовою в 2005 році Генрі Мартін. Agli dèi ulteriori містить зв'язану колекцію коротких творів, включаючи обмін листами між Гамлетом та принцесою Клівською і завершується статтею про мову мертвих.
Помер Джорджо Манганеллі у Римі в 1990 році. Італо Кальвіно називав його «письменником відмінним від будь-якого іншого», невичерпним і непереборним винахідником у грі мови та ідей».

## Нагороди та премії
- 1979 — Премія Віареджо за Centuria: cento piccoli romanzi fiume.

## Творчість
- Hilarotragedia (1964)
- La letteratura come menzogna (1967)
- Nuovo commento (1969)
- Agli dèi ulteriori (1972)
- Lunario dell'orfano sannita (1973)
- Cina e altri orienti (1974)
- In un luogo imprecisato (1974)
- A e B (1975)
- Sconclusione (1976)
- Pinocchio: un libro parallelo (1977)
- Cassio governa a Cipro (1977)
- Centuria: cento piccoli romanzi fiume (1979)
- Amore (1981)
- Angosce di stile (1981)
- Discorso dell'ombra e dello stemma (1982)
- Dall'inferno (1985, n.ed. 1998)
- Tutti gli errori (1986)
- Laboriose inezie (1986)
- Rumori o voci (1987)
- Salons (1987)
- Improvvisi per macchina da scrivere (1989)
- Antologia privata (1989)
- Encomio del tiranno (1990)
- La palude definitiva (1991)
- Il presepio (1992)
- Esperimento con l'India (1992)
- Il rumore sottile della prosa (1994)
- La notte (1996)
- Le interviste impossibili (1997)
- De America (1998)
- Contributo critico allo studio delle dottrine politiche del '600 italiano (1999)
- Il vescovo e il ciarlatano (2001)
- La penombra mentale. Interviste e conversazioni 1965—1990 (2001)
- L'infinita trama di Allah. Viaggi nell'Islam 1973—1987 (2002)
- L'impero romanzesco (2003)
- UFO e altri oggetti non identificati (2003)
- Il romanzo inglese del Settecento (2004)
- La favola pitagorica. Luoghi italiani (2005)
- Tragedie da leggere. Tutto il teatro (2005)
- L'isola pianeta e altri settentrioni (2006)
- Poesie (2006)
- Un'allucinazione fiamminga (2006)
- Mammifero italiano (2007)
- Vita di Samuel Johnson (2008)
- Circolazione a più cuori. Lettere familiari (2008)
- Ti ucciderò, mia capitale (2011)